# Caracladus tsurusakii
Caracladus tsurusakii là một loài nhện trong họ Linyphiidae.
Loài này thuộc chi Caracladus. Caracladus tsurusakii được Kendo Saito miêu tả năm 1988.